# Mukosales Melanom
Das mukosale Melanom (oder Schleimhautmelanom) stellt eine Sonderform des Melanoms dar. Im Vergleich zu Hautmelanomen haben sie eine deutlich schlechtere Prognose. Mukosale Melanome kommen im Kopf- und Halsbereich (55 %), anorektal (24 %), vulvovaginal (18 %) und im Harntrakt (3 %) vor. Aufgrund der histopathologischen und klinischen Eigenschaften werden Melanome der Vulva und Vagina oft als eigener Subtyp gezählt. Die Prognose von vulvovaginalen Melanomen ist ungünstig und hat sich innerhalb der letzten Jahrzehnte nicht verbessert.